# Maxsuel dos Santos
Maxsuel dos Santos (* 23. März 2001) ist ein brasilianischer Sprinter, der sich auf den 400-Meter-Lauf spezialisiert hat.

## Sportliche Laufbahn
Erste Erfahrungen bei internationalen Meisterschaften sammelte Maxsuel dos Santos im Jahr 2023, als er bei den Südamerikameisterschaften in São Paulo in 47,04 s den sechsten Platz im 400-Meter-Lauf belegte und mit der brasilianischen 4-mal-400-Meter-Staffel in 3:04,15 min gemeinsam mit Vitor Hugo de Miranda, Lucas Carvalho und Douglas Mendes die Silbermedaille hinter dem venezolanischen Team gewann. Im Jahr darauf belegte er bei den Ibero-Amerikanischen Meisterschaften in Cuiabá in 3:09,85 min den vierten Platz im Staffelbewerb.

## Persönliche Bestzeiten
- 200 Meter: 20,41 s (+0,6 m/s), 9. Juli 2023 in Cuiabá
- 400 Meter: 45,75 s, 7. Juli 2023 in Cuiabá